# Pieve di Santa Maria a Fornoli
La pieve di Santa Maria a Fornoli era un edificio religioso situato nel territorio comunale di Roccastrada. La sua esatta ubicazione era nell'omonima località a pochi chilometri dal capoluogo comunale, ove la chiesa sorgeva presso il toponimo di Pieve Vecchia.
Di origini medievali, la chiesa è ricordata a partire dal 1188, anno in cui viene citata su una bolla papale. La pieve, sorta quasi sicuramente quando era ancora in funzione la diocesi di Roselle, entrò a far parte della diocesi di Grosseto al momento del trasferimento della sede vescovile. La chiesa rimase in funzione quasi sicuramente fino al periodo a cavallo tra la fine del Duecento e gli inizi del Trecento, epoca in cui ne fu decisa la chiusura. Durante il Settecento, l'edificio religioso si presentava già sotto forma di ruderi; in seguito il complesso abbandonato fu acquistato da alcuni privati che vi costruirono un complesso rurale riutilizzando i materiali edilizi di recupero dell'antica chiesa medievale.
Della pieve di Santa Maria a Fornoli sono state quasi interamente perse tutte le tracce, fatta eccezione per alcuni elementi architettonici visibili lungo la parete settentrionale del complesso rurale ivi costruito in epoca post-settecentesca; oltre a questi dettagli, sono risultati utili per la sua esatta ubicazione anche alcuni documenti storici di varie epoche.